# Richtlinie 2003/48/EG im Bereich der Besteuerung von Zinserträgen
Die Richtlinie 2003/48/EG des Rates vom 3. Juni 2003 im Bereich der Besteuerung von Zinserträgen war eine Richtlinie der Europäischen Gemeinschaft, welche die Mitgliedstaaten zur gegenseitigen Unterstützung bei der Erhebung der (nationalen) Einkommensteuer auf Zinseinkünfte verpflichtete. Geläufig sind die Bezeichnungen: Europäische Zinssteuerrichtlinie, EU-Zinsrichtlinie, EU-Sparzinsrichtlinie oder European Savings Tax Directive (ESD).
Ziel der Richtlinie war eine ausnahmslose und gleichmäßige Besteuerung der Zinseinnahmen aller EU-Bürger mit EU-Wohnsitz, unabhängig davon, wo die Einnahmen erwirtschaftet wurden. Hierfür sollte der Kapitalanlagestaat den Wohnsitzstaat über die Höhe der Zinseinnahmen informieren. Eine Ausnahme bestand für Luxemburg und Österreich; diese Mitgliedstaaten gaben grundsätzlich keine Informationen an den Wohnsitzstaat, sondern behielten eine Quellensteuer ein und führten diese zu 75 % an den Wohnsitzstaat ab. Belgien hatte zunächst ebenfalls eine Quellensteuer erhoben, nahm aber seit dem Jahr 2010 am Informationsaustausch teil.
Mit Drittstaaten und anderen abhängigen Gebieten wurden ebenfalls Abkommen zum Informationsaustausch oder Quellensteuerabzug getroffen.
Teilweise wurde missverständlich von der „Europäischen Zinssteuer“ gesprochen. Durch die Richtlinie wurde aber keine Steuer auf europäischer Ebene eingeführt, vielmehr wurden die Mitgliedstaaten zur gegenseitigen Unterstützung verpflichtet.

## Persönlicher Regelungsbereich
Unter die Richtlinie fielen nur Zinszahlungen an natürliche Personen. Floßen die Zinsen einer Kapitalgesellschaft, Stiftung oder einer sonstigen juristischen Person zu, fiel das nicht unter diese Richtlinie.

## Sachlicher Regelungsbereich
Erfasst wurden nur Zinsen und zinsähnliche Erträge sowie bestimmte Veräußerungserträge von zinsbringenden Kapitalforderungen, nicht jedoch Dividenden oder Lebensversicherungserträge.
Bei Investmentfonds galt die folgende Regelung:
- Enthielt ein Fonds weniger als 15 % zinstragende Wertpapiere, fiel er nicht unter die Richtlinie.
- Enthielt ein Fonds mindestens 15 % aber weniger als 25 % zinstragende Wertpapiere, galt nur die Ausschüttung als Zinszahlung.
- Bei Fonds mit einem Anteil an zinstragenden Wertpapieren von 25 % war die Richtlinie sowohl auf Ausschüttungen als auch auf Veräußerungserträge anzuwenden.

## Durchführung der Richtlinie
Je nach Geltungsland mussten die Zahlstellen die Quellensteuer (in der Schweiz: „Steuerrückbehalt“) entweder abführen oder der zuständigen Finanzbehörde melden („Meldeverfahren“). Dazu mussten die Banken die Höhe des Steuerrückbehalts berechnen.
- In den Staaten der EU, außer Österreich und Luxemburg, waren bis zum 31. Mai jeden Jahres Identität und Wohnsitz des Kunden sowie die Höhe seiner Zinseinnahmen im abgelaufenen Jahr an die Finanzbehörde seines Wohnsitzstaates zu melden.
- Österreich und Luxemburg sowie Drittstaaten und andere Gebiete meldeten nicht die Zinseinnahmen, sondern führten 75 % der einbehaltenen Quellensteuern an die Wohnsitzstaaten der Kapitalanleger ab.